# پیتر ویت
پیتر ویت (به انگلیسی: Peter Withe) زادهٔ ۳۰ اوت ۱۹۵۱ بازیکن فوتبال اهل انگلستان بود که سابقهٔ بازی در تیم ملی فوتبال انگلستان را در کارنامهٔ خود دارد. وی در تاریخ ۱۲ مه ۱۹۸۱ نخستین بازی ملی خود را در مقابل تیم ملی فوتبال برزیل انجام داد و با حضور در ۱۱ بازی ملی، در تاریخ ۱۴ نوامبر ۱۹۸۴ واپسین بازی ملی‌اش را در برابر تیم ملی فوتبال ترکیه برگزار کرد.
این بازیکن توانسته در بازی‌های ملی، ۱ گل به ثمر برساند.